# 伊勢原温泉
伊勢原温泉（いせはらおんせん）は、神奈川県伊勢原市（旧国相模国）にある温泉。

## 泉質
- アルカリ性単純温泉
  - 源泉温度 17 - 26℃

源泉温度25℃以下の源泉では、メタケイ酸含有量により、温泉法の規定を満たしている。

## 温泉街
伊勢原市内の西富岡地区、上粕屋地区、そして大山地区に温泉が存在する。
丹沢が近く、行楽帰りに利用されることも多い。
唯一の温泉宿泊施設だった「ニュー天野屋」が、2020年4月に廃業した。そのため、現在は温泉を利用できない。

## 歴史
昭和30年代からボーリングが実施されて、温泉が開発された。

## アクセス
- 鉄道：小田急小田原線伊勢原駅よりバスで約10分。